# Anton Recknagel
Anton Recknagel (* 20. Februar 1906 in München; † 27. Juni 1980 in Augsburg) war ein deutscher Architekt der Postbauschule.

## Werdegang
Anton Recknagel studierte von 1924 bis 1928 Architektur an der Technischen Hochschule München, unter anderem bei Theodor Fischer. 1926 arbeitete er als Werkstudent bei dem Sprachforscher Bruno Schweizer in Dießen am Ammersee. Von 1926 bis 1927 war er Praktikant bei der Oberpostdirektion München und nach seinem Studium bis 1931 Referendar. Anschließend arbeitete er als freier Architekt, bis er 1936 eine Anstellung beim Landbauamt Hof bekam und von 1939 bis 1940 beim Landbauamt München. Nach dem Kriegsdienst geriet Recknagel in Kriegsgefangenschaft. Nach Fürsprache des Bischofs von Passau konnte er jedoch vorzeitig freikommen und war in Folge für zahlreiche Kirchenbauten verantwortlich sowie als Angestellter des Landbauamts Würzburg für den Wiederaufbau der Residenzstadt. 1951 bis 1964 war Recknagel Vorstand des Landbauamts Augsburg und 1964 bis 1971 Hochbaureferent der Regierung von Schwaben.
Mitgliedschaften
Er war Mitglied der Bischöflichen Kunstkommission Augsburg.

## Bauten
- 1926–1927: Postamt, Untergriesbach
- 1932: Schulkapelle, Germannsdorf[1]
- 1933–1935: Postamt, Rehau
- 1934–1935: Stadtsparkasse, Rehau
- 1934–1935: Kirche, Böhmzwiesel
- 1934–1935: Kapelle, Tumpenberg
- 1934–1935: Schulkapelle, Schaibing
- 1945–1948: Wiederaufbau der Pfarrkirche, Waldkirchen
- 1945–1948: Kaufhäuser, Waldkirchen
- 1948: Pfarrkirche, Philippsreut
- 1956: Pfarrkirche, Burgkirchen an der Alz
- 1958–1962: Ehemalige Pädagogische Hochschule – Schillstraße 100, Augsburg mit Wilhelm Hauenstein und Sigismund Herdegen

## Ehrungen
Ehemalige Pädagogische Hochschule ist Baudenkmal von Augsburg-Lechhausen